# General Nice Group
Die General Nice Group (chinesisch 俊安集團) ist eine chinesische Handels- und Investmentgesellschaft.
Das Unternehmen wurde 1992 in Hongkong gegründet. Zu dem Kerngeschäft des Unternehmens gehören Investitionen in Bergbauprojekte, der Handel mit Kohle und Eisenerz, sowie Investitionen im Immobilienmarkt. Das Unternehmen besitzt 12.000 Mitarbeiter in mehr als 90 weltweiten Niederlassungen, mit Kapitalanlagen im Wert von 10 Milliarden US-Dollar und erwirtschaftet einen Umsatz von mehr als 10 Milliarden US-Dollar.
Für den Export nach China beschafft das Unternehmen Eisenerz, hauptsächlich aus Australien, Südafrika und Südamerika, Koks sowie Kokskohle aus Australien und Kraftwerkskohle aus Australien und Indonesien.

## Beteiligungen
Quelle:
- Abterra (Singapur)
- IRC Limited (Hongkong)
- Loudong GN (Hongkong)
- Palobora Mining (Südafrika)
- Pluton Resources (Australien)
- Thai GN Coal & Coke (Thailand)
- Tianjin Ports (China)